# Cyclura cornuta
La iguana cornuda o iguana rinoceronte (Cyclura cornuta) es una especie de reptil escamoso de la familia Iguanidae. Es endémica de la isla de La Española. Existen dos subespecies en peligro de extinción por la presión del hombre sobre los medios insulares que ocupa este reptil. 
Peso: 5kg.
Tamaño: 1,10m.
Longevidad: 16 años.
Núm. de huevos/año: 11 huevos.
La iguana rinoceronte debe su nombre a los tres cuernos que presenta en la parte superior del hocico. Se desplaza por tierra, levantando la cabeza, en busca de hojas, frutos, flores y semillas. Cuando se ve amenazado, lleva sus patas al cuello o se defiende asestando golpes violentos con la cola.

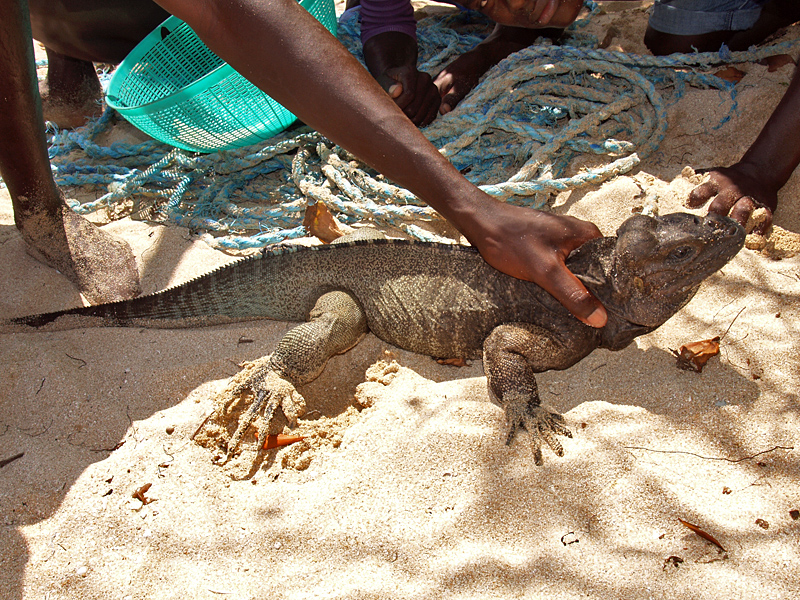
En la isla Limbe, Haití.

## Subespecies
- Cyclura cornuta onchiopsis †

## Galería
|                                          |
| C. cornuta En el parque nacional Jaragua |

|                                           |
| C. cornuta, En el parque nacional Jaragua |